# Siebe Schrijvers
Siebe Schrijvers (Peer, 18 juli 1996) is een Belgische voetballer. Hij speelt als schaduwspits, maar kan ook uitgespeeld worden als rechtsbuiten. Sinds januari 2021 speelt hij voor Oud-Heverlee Leuven.

## Carrière

### Jeugd
Schrijvers begon met voetballen bij KRC Peer. Hier werd hij ontdekt door KRC Genk. Hij doorliep alle jeugdreeksen en tekende op zijn 16de een profcontract bij de club ondanks enorme interesse uit binnenland en buitenland. Onder meer PSV, RSC Anderlecht en Manchester City toonden interesse.

### KRC Genk
In de eerste oefenwedstrijd van het seizoen 2012/13 scoorde hij drie keer voor KRC Genk. Hij maakte zijn officiële debuut voor de Limburgers in een bekerwedstrijd tegen Royale Union Saint-Gilloise. Hij werd in die wedstrijd de vervanger van Jelle Vossen en gaf ook meteen een assist op Bennard Yao Kumordzi. Hij speelde ook nog wedstrijden in de bekerwedstrijd tegen Zulte-Waregem en in de Europa League tegen FC Basel. Zijn eerste competitiewedstrijd speelde hij in de laatste wedstrijd van het seizoen 2012/2013 tegen Club Brugge, hij viel hier begin tweede helft in voor Benjamin De Ceulaer. Hij kwam in het seizoen 2012/13 in alle competities samen uiteindelijk aan 4 wedstrijden. Op 2 juli 2013 tekende hij een verbeterd contract tot 2016. Op 19 oktober 2013 maakte hij zijn eerste officiële doelpunt bij de profs in de competitiewedstrijd tegen Lierse SK nadat hij was ingevallen voor Benjamin De Ceulaer.
In de wintermercato van het seizoen 2015-2016 werd Schrijvers uitgeleend aan reeksgenoot Waasland-Beveren. Schrijvers scoorde in zijn eerste wedstrijd meteen twee doelpunten. In het degradatieduel tussen Waasland-Beveren en Oud-Heverlee Leuven was hij goed voor 1 doelpunt en 1 assist. De wedstrijd eindigde op 2-2. In de zomer van 2016 werd bekend dat zijn huurperiode voor 1 seizoen werd verlengd, ook KV Mechelen had interesse om hem te huren maar Schrijvers koos dus toch opnieuw voor Waasland-Beveren.
Op 17 januari 2017 raakte bekend dat KRC Genk Schrijvers vroeger terug zou halen van zijn uitleenbeurt aan Waasland-Beveren. Genk had een clausule bedongen dat ze in een noodgeval hem terug kon halen. Mede door een blessure van Nikolaos Karelis en omdat de nieuwe aanwinst José Naranjo niet mocht spelen in de UEFA Europa League (hij speelde al matchen met Celta de Vigo ), besloot Genk hem terug te halen.

### Club Brugge
Op 8 juni 2018 raakte bekend dat Club Brugge een overeenkomst had bereikt met KRC Genk over de onmiddellijke overgang van Siebe Schrijvers. Onder coach Ivan Leko was hij een vaste waarde en belangrijke pion in het Brugse elftal. In zijn eerste seizoen bij Club Brugge was Schrijvers goed voor 12 competitiedoelpunten, een persoonlijk record voor hem. Club zou dat seizoen uiteindelijk tweede worden in het eindklassement, net achter de ex-club van Schrijvers, KRC Genk. Voor aanvang van het seizoen 2019/20 werd duidelijk dat coach Leko zou vertrekken en vervangen zou worden door Philippe Clement, die Schrijvers nog kende van zijn periode bij Genk. Onder Clement verloor hij Schrijvers zijn vaste basisplek in het Brugse elftal. Hij zou dat seizoen uiteindelijk de landstitel pakken met Club Brugge, zelf met een beperkte bijdrage van 4 competitiedoelpunten. In het seizoen 2020/21 verdween Schrijvers meer en meer op het achterplan.

### OH Leuven
In januari 2021 maakte Oud-Heverlee Leuven bekend dat het Schrijvers overnam van Club Brugge, hij ondertekende er een contract tot de zomer van 2024. Schrijvers debuteerde op 17 januari 2021 in de competitiewedstrijd tegen Sint-Truidense VV, in de 60ste minuut viel hij in voor Thibault Vlietinck.

## Statistieken
| Seizoen         | Club               | Land            | Competitie         | Competitie | Competitie | Beker | Beker | Supercup | Supercup | Europees | Europees | Totaal | Totaal |
| Seizoen         | Club               | Land            | Competitie         | Wed.       | Dlp.       | Wed.  | Dlp.  | Wed.     | Dlp.     | Wed.     | Dlp.     | Wed.   | Dlp.   |
| --------------- | ------------------ | --------------- | ------------------ | ---------- | ---------- | ----- | ----- | -------- | -------- | -------- | -------- | ------ | ------ |
| 2012/13         | KRC Genk           | Vlag van België | Jupiler Pro League | 1          | 0          | 2     | 0     | —        | —        | 1        | 0        | 4      | 0      |
| 2013/14         | KRC Genk           | Vlag van België | Jupiler Pro League | 13         | 2          | 2     | 0     | 0        | 0        | 3        | 0        | 18     | 2      |
| 2014/15         | KRC Genk           | Vlag van België | Jupiler Pro League | 32         | 5          | 1     | 0     | —        | —        | —        | —        | 33     | 5      |
| 2015/16         | KRC Genk           | Vlag van België | Jupiler Pro League | 11         | 0          | 3     | 0     | —        | —        | —        | —        | 14     | 0      |
| 2015/16         | → Waasland Beveren | Vlag van België | Jupiler Pro League | 15         | 4          | 0     | 0     | —        | —        | —        | —        | 15     | 4      |
| 2016/17         | → Waasland Beveren | Vlag van België | Jupiler Pro League | 19         | 5          | 2     | 0     | —        | —        | —        | —        | 21     | 5      |
| 2016/17         | KRC Genk           | Vlag van België | Jupiler Pro League | 18         | 4          | 1     | 0     | —        | —        | 6        | 0        | 25     | 4      |
| 2017/18         | KRC Genk           | Vlag van België | Jupiler Pro League | 32         | 5          | 5     | 0     | —        | —        | 0        | 0        | 37     | 5      |
| 2018/19         | Club Brugge        | Vlag van België | Jupiler Pro League | 32         | 12         | 1     | 0     | 1        | 0        | 4        | 0        | 38     | 12     |
| 2019/20         | Club Brugge        | Vlag van België | Jupiler Pro League | 22         | 4          | 5     | 0     | —        | —        | 6        | 0        | 33     | 4      |
| 2020/21         | Club Brugge        | Vlag van België | Jupiler Pro League | 10         | 0          | 0     | 0     | 0        | 0        | 3        | 0        | 13     | 0      |
| 2020/21         | OH Leuven          | Vlag van België | Jupiler Pro League | 12         | 2          | 1     | 0     | —        | —        | —        | —        | 14     | 2      |
| 2021/22         | OH Leuven          | Vlag van België | Jupiler Pro League | 32         | 4          | 3     | 1     | —        | —        | —        | —        | 35     | 5      |
| 2022/23         | OH Leuven          | Vlag van België | Jupiler Pro League | 16         | 2          | 1     | 0     | —        | —        | —        | —        | 17     | 2      |
| 2023/24         | OH Leuven          | Vlag van België | Jupiler Pro League | 5          | 1          | 0     | 0     | —        | —        | —        | —        | 5      | 1      |
| Carrière totaal | Carrière totaal    | Carrière totaal | Carrière totaal    | 270        | 50         | 27    | 1     | 1        | 0        | 23       | 0        | 287    | 47     |

## Internationaal
Schrijvers was een vaste waarde bij de nationale jeugdploegen van België. Hij speelde voor België onder 16, België onder 17 en België onder 19.
| Nationale ploeg | seizoen   | wedstrijden | Goals |
| --------------- | --------- | ----------- | ----- |
| België -16      | 2010-2011 | 7           | 1     |
| België -17      | 2011-2013 | 18          | 4     |
| België -19      | 2013-     | 5           | 1     |
| Totaal          | Totaal    | 30          | 6     |

## Erelijst
| Competitie           |          |          |          |          |
| Competitie           | Aantal   | Jaren    |          |          |
| KRC Genk             | KRC Genk | KRC Genk | KRC Genk | KRC Genk |
| -------------------- | -------- | -------- | -------- | -------- |
| Beker van België     | 1x       | 2012/13  |          |          |
| Club Brugge          |          |          |          |          |
| Landskampioen België | 1x       | 2019/20  |          |          |
| Belgische Supercup   | 1x       | 2018     |          |          |

## Trivia
- Schrijvers hoort bij de gouden generatie van 1996 van België, o.a. Charly Musonda jr., David Henen, Zakaria Bakkali, Mathias Bossaerts en Andreas Pereira horen ook bij deze generatie.